# Grün und Blau
Albums de Feeling B
Die Maske des Roten Todes
(1993)
Grün & Blau (Vert et Bleu) est le quatrième album studio du groupe Feeling B. Il contient des réenregistrements et remixes de chansons du groupe mises à jour par Christian Lorenz. Sa sortie date de 2007.

## Liste des pistes
1. Graf Zahl - 2:37
2. Langeweile - 4:12
3. Dufte - 2:20
4. Frosch im Brunnen - 2:52
5. Herzschrittmacher - 4:10
6. Keine Zeit - 2:28
7. Hässlich - 4:03
8. Gipfel - 4:00
9. Schlendrian - 3:02
10. Wieder keine Zeit - 3:12
11. Space Race - 7:14
12. Veris Dulcis - 4:46
13. Grün & Blau - 3:35